# Consolidare magmatică
Consolidarea magmatică este trecerea magmelor din stare topită în stare solidă, sub formă de roci. O altă denumire este solidificarea magmatică.
Consolidarea magmatică începe la temperatura de 1200 de grade Celsius la magmele acide sa la 1000 de e Celsius la magmele bazice și se continuă în jos până când toată topitura s-a solidificat. Procesul este foarte complicat și se produce, de regulă, sub influența unor factori fizici sau chimici.
Consolidarea se poate săvârși fie numai în interiorul scoarței terestre ( caz în care magmatismul se numește intrusiv sau plutonic, de la zeul adâncimii, Pluton), sau fi când se face aproape de suprafață sau chiar la suprafața Pământului ( atunci magmatismul se numește efuziv sau vulcanic, de la zeul focului, Vulcan).
Magmatismul plutonic se petrece în condiții fizice cu totul deosebite de aceea ale magmatismului vulcanic.

## Magmatismul plutonic
Magmatismul plutonic este totalitatea proceselor fizico-chimice pe care le suferă magmele, în interiorul scoarței, pentru a da naștere la minerale și roci.

### Factorii consolidării plutonice
Procesul de consolidare plutonică decurge mereu sub influența a trei factori determinanți și anume: temperatură, presiune și substanțe volatile (vapori de apă supraîncălziți, fluor, bor, clor, dioxid de carbon, cloruri metalice, etc)
După felul în care acești trei factori își exercită influența lor și de felul magmelor ce se consolidează, depinde întotdeauna și felul rocilor care iau naștere.

### Perioadele consolidării plutonice
În adâncime, procesul de consolidare a magmelor, desfășurându-se pe un interval larg de temperatură și într-un timp îndelungat, el trece prin trei faze și anume:
- faza (perioada) ortomagmatică (lichid magmatic)
- faza (perioada) pegmatitic-pneumatolitică
- faza (perioada) hidrotermală

Fazele indicate se deosebesc între ele prin caractere și produse specifice.

#### Faza ortomagmatică
Faza (perioada) ortomagmatică este cuprinsă între începutul cristalizării și până la răcirea magmelor sub temperatura de 650 de grade Celsius și se caracterizează prin soluții fluide.

#### Faza pegmatitic-pneumatolitică
Faza (perioada) corespunde răcirii magmelor între 650 de grade Celsius și 374 grade Celsius și se caracterizează prin soluții reziduale diferențiate, adesea foarte bogate în substanțe volatile.

#### Faza hidrotermală
Faza (perioada) urmează sub 374 grade Celsius și se caracterizează prin soluții apoase diluate și de compoziție complexă, originare din magme. Din ele se cristalizează mineralele hidrotermale, în nenumărate filoane metalifere.